# Mikołaj Sawicki
Mikołaj Jan Sawicki (ur. 23 listopada 1999 w Piotrkowie Trybunalskim) – polski siatkarz, grający na pozycji przyjmującego.

## Życiorys
Ma starszą siostrę i młodszego brata. Gra w siatkówkę od 10. roku życia. Absolwent Gimnazjum nr 5 im. Mikołaja Kopernika w Piotrkowie Trybunalskim, grając w UMKS Volley 5 w rozgrywkach młodzieżowych został zauważony przez trenera młodej Skry Bełchatów Radosława Kolanka. Był uczniem II Liceum Ogólnokształcącego w Bełchatowie im. Jana Kochanowskiego.
Pod koniec kwietnia 2023 roku został powołany do szerokiej kadry reprezentacji Polski.
25 maja 2023 roku w pierwszym meczu towarzyskim przeciwko reprezentacji Niemiec zadebiutował w seniorskiej kadrze Polski. 
17 listopada 2023 w drugim secie sobotniego meczu PlusLigi z Projektem Warszawa zaserwował zagrywkę z prędkością 140 km/h.
30 maja 2024 roku poślubił swoją narzeczoną Klaudię Karch.

## Sukcesy klubowe
Mistrzostwa Polski Juniorów:
- 2018

Puchar Challenge:
- 2025[10]

Mistrzostwo Polski:
- 2025[11]

## Sukcesy reprezentacyjne
Liga Narodów:
- 2023[12]

## Nagrody indywidualne
- 2018: MVP Mistrzostw Polski Juniorów